# Палечниця (Малопольське воєводство)
Палечниця (пол. Pałecznica) — село в Польщі, у гміні Палечниця Прошовицького повіту Малопольського воєводства.
Населення — 560 осіб (2011).
У 1975-1998 роках село належало до Келецького воєводства.

## Демографія
Демографічна структура станом на 31 березня 2011 року:
|          | Загалом | Допрацездатний вік | Працездатний вік | Постпрацездатний вік |
| -------- | ------- | ------------------ | ---------------- | -------------------- |
| Чоловіки | 263     | 52                 | 175              | 36                   |
| Жінки    | 297     | 63                 | 164              | 70                   |
| Разом    | 560     | 115                | 339              | 106                  |